# لی هائونان (بازیکن بسکتبال)
لی هائونان (انگلیسی: Li Haonan؛ زادهٔ ۱۳ ژوئیهٔ ۱۹۹۹) بازیکن بسکتبال ۳ نفره اهل چین است. وی در بازی‌های المپیک تابستانی ۲۰۲۰ شرکت کرده‌است.